# Cabine d'espion
Cabine d'espion (Spy Booth) est une œuvre du graffeur Banksy, située dans la ville britannique de Cheltenham. L'œuvre est une critique faisant directement référence aux révélations de 2013 sur le système de surveillance mondiale.
En 2014, Robin Barton et Bankrobber London (en) ont aidé à conserver l'œuvre, négociant son retrait ainsi que sa vente. Cependant, l'œuvre étant peinte sur un bâtiment protégé, la ville a empêché sa suppression et a donc accordé une autorisation de construire rétroactive en 2015. Malgré cela, l'œuvre a été détruite en août 2016.
Le GCHQ (centre de communication gouvernemental) a utilisé la photo sur son site comme symbole pour la page où il détaille ses activités.